# Жанрова література
Жанрова література — термін літературознавства на позначення творів художньої літератури, у яких головним елементом оповіді є сюжет. Домінування сюжету, як головного елемента оповіді, нерідко призводить до меншої уваги письменника щодо характеристики персонажів та мотивації їхніх дій. Термін жанрова література багато в чому є синонімічним до поняття масова література або белетристика.

## Приклади
До типових прикладів жанрової літератури належить такі жанри, як:
- Бойовик;
- Детектив;
- історичний роман;
- Любовний роман;
- Роман жахів;
- Пригодницький роман;
- Трилер;
- Наукова фантастика;
- Фентезі.

Протилежністю жанровій літературі є мейнстрім та елітарна література. Жанрова література призначена переважно для масового споживання. Водночас характеристика літератури як жанрової не завжди є оціночною й не обов'язково свідчить про її низьку якість.